# サンロッカーガールズ
サンロッカーガールズ（Sun Rocker Girls）は、Bリーグに所属するサンロッカーズ渋谷専属チアリーダーである。
2007年、新JBL1シーズン目を迎えた当時日立サンロッカーズのチアリーダーとして結成された。
2010-11シーズンよりNBA、オクラホマシティ・サンダーにて日本人初のダンサーとして活躍した石井尚子がディレクターを務め、パワフルかつエレガントなパフォーマンスを披露する。

## ギャラリー

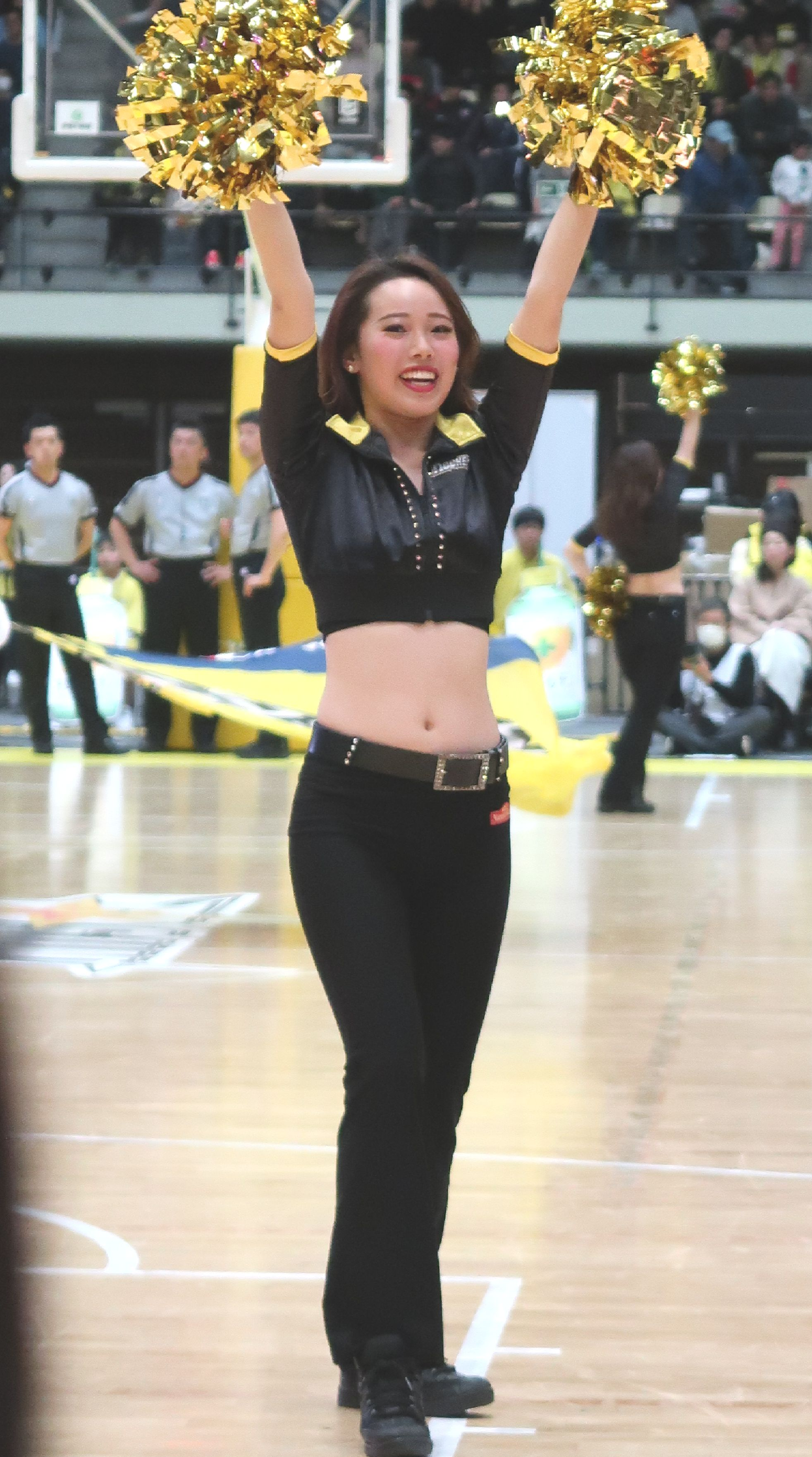
2020年1月4日撮影